# Jan Sajler
Jan Sajler (ur. 15 sierpnia 1891 w Woli Pławskiej, zm. wiosną 1940 w Charkowie) – kapitan piechoty Wojska Polskiego, działacz niepodległościowy, ofiara zbrodni katyńskiej.

## Życiorys
Syn Jana i Doroty Kamer urodzony 15 sierpnia 1891 w Woli Pławskiej w ówczesnym powiecie mieleckim Królestwa Galicji i Lodomerii. Ukończył szkołę wojskową w Toronto. W 1917 został mianowany podporucznikiem. Służył w Armii Polskiej we Francji, a od 1919 w Wojsku Polskim. Wziął udział w wojnie z bolszewikami, w szeregach 2 Pułku Strzelców Podhalańskich, jako dowódca plutonu karabinów maszynowych, a następnie w Batalionie Zapasowym 44 Pułku Piechoty Strzelców Kresowych.
W marcu 1921 został odkomenderowany z 44 pp do Wielkopolskiej Szkoły Podchorążych Piechoty w Bydgoszczy, w charakterze słuchacza dziesięciomiesięcznego kursu dla oficerów młodszych, mianowanych za waleczność, a nie posiadających odpowiedniego cenzusu  naukowego. 22 maja 1921 ukończył naukę w XII klasie (kompania 4/XII) i wrócił do macierzystego pułku. W 1922 został formalnie przeniesiony do rezerwy, lecz zatrzymany w służbie czynnej, w macierzystym pułku w Równem. 8 stycznia 1924 został zatwierdzony w stopniu porucznika ze starszeństwem z 1 czerwca 1919 i 1893. lokatą w korpusie oficerów rezerwy piechoty. 23 sierpnia 1924 został przemianowany z dniem 1 lipca 1924 na oficera zawodowego w stopniu porucznika ze starszeństwem z 1 lipca 1919 i 25. lokatą w korpusie oficerów piechoty. W 44 pp służył przez kolejnych siedem lat. W sierpniu 1931 został przeniesiony do 59 pułku piechoty w Inowrocławiu. W lipcu 1935 został zwolniony z zajmowanego stanowiska i oddany do dyspozycji dowódcy Okręgu Korpusu Nr VIII.
W nieznanych okolicznościach, po agresji ZSRR na Polskę, dostał się do niewoli sowieckiej i został osadzony w obozie w Starobielsku. Wiosną 1940 został zamordowany przez funkcjonariuszy NKWD w Charkowie i pogrzebany w bezimiennej, zbiorowej mogile w Piatichatkach, gdzie od 17 czerwca 2000 mieści się oficjalnie Cmentarz Ofiar Totalitaryzmu w Charkowie. Figuruje na tzw. liście Gajdideja (pozycja 2955).
5 października 2007 minister obrony narodowej Aleksander Szczygło mianował go pośmiertnie na stopień majora. Awans został ogłoszony 9 listopada 2007 w Warszawie, w trakcie uroczystości „Katyń Pamiętamy – Uczcijmy Pamięć Bohaterów”.

## Ordery i odznaczenia
- Krzyż Walecznych[19][20][21]
- Medal Niepodległości – 20 lipca 1932[22][2]
- Medal Pamiątkowy za Wojnę 1918–1921
- Medal Dziesięciolecia Odzyskanej Niepodległości
- francuski Krzyż Wojenny[21]
- francuski Medal Pamiątkowy Wielkiej Wojny[21]
- Medal Zwycięstwa[21]

22 lutego 1937 Komitet Krzyża i Medalu Niepodległości ponownie rozpatrzył jego wniosek, lecz Krzyża Niepodległości nie przyznał.